# Fliegerersatz Abteilung Nr. 12
Fliegerersatz Abteilung  Nr. 12 - FEA 12 – jedna z 17 jednostek lotnictwa niemieckiego Luftstreitkräfte z  okresu I wojny światowej tego typu. Dosłownie  Lotniczy Oddział Uzupełnień w Chociebuż (miem. Cottbus).

## Informacje ogólne
Jednostka została utworzona już po wybuchu wojny, w lutym 1917 roku w Chociebużu, na wybudowanym tam w końcu 1916 roku lotnisku polowym. Jednostka stacjonowała tamże także po zakończeniu I wojny światowej.  
Jednostka prowadziła szkolenie pilotów i obserwatorów dla jednostek liniowych np. Feldflieger Abteilung. W późniejszym okresie szkolenie obserwatorów zostało wydzielone do specjalnych szkół Fliegerbeobachterschulen (FBS).
W jednostce służyli lub przeszli szkolenie m.in. Paul Aue
W jednostce zostały utworzone lub stacjonowały m.in. następujące eskadry myśliwskie: Jasta 18. 

## Dowódcy Jednostki
| Stopień | Nazwisko | Okres                 |
| ------- | -------- | --------------------- |
|         |          | xx.xx.xxxx - maj 1918 |
| Kapitan | Hering   | lato 1917             |